# Oncideres digna
Oncideres digna là một loài bọ cánh cứng trong họ Cerambycidae.